# Polskie Towarzystwo Mykologiczne
Polskie Towarzystwo Mykologiczne (PTMyk) – polska organizacja naukowa zajmująca się upowszechnianiem wiedzy mykologicznej w Polsce oraz rozwojem mykologii.

## Historia
Zebranie założycielskie Polskiego Towarzystwa Mykologicznego miało miejsce w Łodzi 5 listopada 2011. Statut powstał w 2012 roku.

## Cele
Celami PTMyk są:
- przyczynianie się do rozwoju mykologii
- umacnianie interdyscyplinarnego charakteru mykologii
- upowszechnianie wiedzy mykologicznej
- podnoszenie poziomu wiedzy członków Towarzystwa i wspieranie ich działań naukowych
- wspieranie rozwoju infrastruktury mykologii w Polsce
- pełnienie funkcji doradczych i konsultacyjnych

## Sekcje
Towarzystwo wyłoniło szereg sekcji:
- Micromycetes w ochronie zdrowia, środowiska oraz w przemyśle
- Mykologia medyczna
- Różnorodność i ochrona grzybów
- Biotechnologia grzybów
- Grzyby w interakcjach

Przy towarzystwie działa Komisja ds. Polskiego Nazewnictwa Grzybów. Zajmuje się ustalaniem polskich nazw gatunków, które wskutek zmian w taksonomii zmieniły swoją nazwę naukową i nazwa polska stała się niespójna z nową nazwa naukową.

## Władze
Prezesem wybranym zgodnie ze statutem towarzystwa jest od 2020 roku Julia Pawłowska, zastępcą prezesa Małgorzata Ruszkiewicz-Michalska, skarbnikiem Monika Urbaniak, sekretarzem Kamila Kulesza. Poprzednimi prezesami były Magdalena Frąc (kadencja 2016-2020), Marta Wrzosek (kadencje 2011-2012 i 2012-2016).
- Władze Towarzystwa w kadencji 2016-2020
- Władze Towarzystwa w kadencji 2012-2016
- Władze Towarzystwa w kadencji 2011-2012